# Горки (Степановское сельское поселение)
Горки — деревня в Степановском сельском поселении Галичского района Костромской области России.

## География
Деревня расположена на северо-восточном берегу Галичского озера.

## История
Согласно Спискам населенных мест Российской империи в 1872 году деревня Горка (Горки большие) относилась к 1 стану Галичского уезда Костромской губернии. В ней числилось 10 дворов, проживало 18 мужчин и 36 женщин. В деревне имелась маслобойный завод.
Согласно переписи населения 1897 года в деревне проживало 77 человек (31 мужчина и 46 женщин).
Согласно Списку населенных мест Костромской губернии в 1907 году деревня относилась к Вознесенской волости Галичского уезда Костромской губернии. По сведениям волостного правления за 1907 год в ней числилось 16 крестьянских дворов и 79 жителей. Основными занятиями жителей деревни, помимо земледелия, был малярный и плотницкий промыслы.
До муниципальной реформы 2010 года деревня входила в состав Толтуновского сельского поселения.

## Население
| 2008 | 2010 | 2012 | 2014 |
| ---- | ---- | ---- | ---- |
| 0    | ↗21  | ↘1   | →1   |